# 因德日赫赫拉德茨城堡
因德日赫赫拉德茨城堡（捷克語：Jindřichův Hradec）是捷克共和国的一座城堡，位于捷克南波希米亚州的因德日赫赫拉德茨，内扎尔卡河与哈默斯克溪的交汇处。它占地3.5公顷，是捷克共和国第三大城堡建筑群，仅次于布拉格城堡和捷克克鲁姆洛夫城堡。它由国家遗产机构管理，并向公众开放。1995年列入捷克共和国国家文化遗产名录，现阶段也是捷克的世界文化遗产潜力点之一。
该城堡可能是由国王普热米斯尔·奧托卡一世创建于十三世纪上半叶，很快被维特科夫家族收购，其中一个分支后来称为赫拉德茨勋爵，拥有城堡直到1604年。此后城堡改建为文艺复兴风格。